# Sôyakysten
Sôyakysten är en strand i Antarktis. Den ligger i Östantarktis. Norge gör anspråk på området.